# Кукушата (повесть)
«Кукуша́та, или Жа́лобная песнь для успокое́ния се́рдца» — повесть русского писателя Анатолия Приставкина, посвящённая, как и его наиболее известное произведение «Ночевала тучка золотая», трагической судьбе воспитанников детского дома в военные годы.
Повесть написана в 1988 году. В том же году главы из неё печатались в журнале «Огонёк», а в 1989 году полный текст повести опубликован в журнале «Юность». Впоследствии повесть неоднократно переиздавалась в сборниках произведений писателя. Переведена на иностранные языки; в 1991 году немецкий перевод был отмечен премией по детской литературе в Германии.

## Название
Упоминаемое в повести название «Жалобная песнь для успокоения сердца», ставшее подзаголовком, по словам рассказчика, является названием стихотворения исчезнувшего народа шумеров, сохранившееся на глиняной табличке. В одном из более поздних произведений Приставкин вспоминает, что это название встретилось ему в книге про шумеров и представляет собой «каталог названий древних, не дошедших до нас стихов»: «Неизвестно, какая это была песнь, верно, утешающая, усмиряющая боль. Но мне и названия было достаточно, чтобы проникнуться чьей-то в тысячелетиях песнью. <...> А я настолько был контужен этой чужой песней, что в свою прозу вставил, назвав одну из повестей...».

## Сюжет
Действие происходит во время Великой Отечественной войны в подмосковном посёлке Голятвино, где располагается спецрежимный детский дом для социально опасных детей. Дети живут в постоянном голоде, к тому же над ними установлено «шефство»: они должны по очереди работать на участках директора детдома, начальника поселковой милиции, директора школы и начальника станции. Ни родителей, ни родственников у этих детей, по словам директора детдома Чушки, нет и не было. Сразу несколько воспитанников детдома носят фамилию Кукушкин и образуют особенно сплочённую компанию, известную также как Кукушата.
Однажды в детдоме появляется молодая женщина по имени Мария, которая рассказывает главному герою Сергею (от лица которого ведётся рассказ), что она давно искала его по разным интернатам и что его настоящая фамилия не Кукушкин, а Егоров, его отец был инженером-конструктором, которого посадили в тюрьму, а его мать умерла. Сама Мария работала медсестрой в КБ, где работал отец Сергея, и несколько лет была его гражданской женой, а затем сама также была арестована и провела в заключении три года. Она даёт Сергею его метрику и сберкнижку, на которой лежат сто тысяч рублей, оставленные отцом сыну накануне ареста. Мария приезжает в детдом несколько раз и рассказывает также, что фамилию Кукушкин давала детям женщина, распределявшая детей «врагов народа» в детдома, чтобы обезопасить их и одновременно объединить общей фамилией. Мария скоро должна отправиться на фронт и предлагает Сергею поехать с ней, но он отказывается, не вполне веря её рассказам об отце и не желая расстаться с остальными «кукушатами», которых он считает своей единственной роднёй.
После отъезда Марии Сергей рассказывает обо всём кукушатам и они решают, что Сергею надо ехать в Москву к Сталину, «лучшему другу детей», который узнает правду о детях врагов народа и поможет им. Сергей с онемевшей девочкой Сандрой и самым маленьким из «кукушат» Хвостиком под видом сирот доезжают на поезде до Москвы. Возле Кремля их чуть было не арестовывают милиционеры, и дети понимают, что к Сталину их не пустят. Они навещают больную и подавленную Кукушкину, которая просит их не искать своих родственников, которых скорее всего уже нет в живых, но беречь друг друга. Она также даёт Сергею адрес его дяди, который оказывается чрезвычайно напуган, но отводит Сергея к его больной, но ещё живой матери, которая, однако, не открывает Сергею дверь и говорит, что отреклась от него и его отца много лет назад. Дети пытаются получить деньги в сберкассе, но им не дают их без взрослых. Они возвращаются в детдом.
В начале сентября Сергей решает отметить свой день рождения, о котором он узнал из метрики, в ресторане при станции. В качестве залога он даёт поварихе и официанту свою сберкнижку. После торжества те требуют у Сергея всю сумму наличными и сажают в подвал одного из «кукушат» как заложника. «Кукушата» решаются обратиться с просьбой снять деньги к директору Чушке. Тем временем посаженный в подвал и, по-видимому, жестоко избитый «кукушонок» умирает. Чушка едет в Москву за деньгами, но затем сообщает всем, что деньги были переданы на нужды фронта.
Смерть друга-«кукушонка» и ложь Чушки вызывают негодование детдомовцев, которые устраивают бунт, связывают директора детдома и начальника милиции и сжигают их дома. Позже спрятавшихся с ружьём в сарае восьмерых кукушат окружают милиционеры. Марию отправляют к ним, чтобы передать просьбу сдаться, однако дети уже не верят никаким обещаниям. Всех восьмерых кукушат застреливают.
Много лет спустя уже давно живущий в Москве бывший начальник милиции Голятвино к 60-летнему юбилею получает телеграмму «Поздравляем ждём Кукушата». Он едет на место, где были убиты детдомовцы и снова видит их там, словно оживших. На том же месте он умирает от инфаркта.

## Награды
- 1991 — Немецкая премия в области детской литературы (Deutschen Jugendliteraturpreis) в номинации «книга для юношества» (Jugendbuch), немецкому переводу книги (нем. Wir Kuckuckskinder)[4].

## Критика
После опубликования повесть вызвала смешанные отзывы: хотя критики признавали, что она получилась слабее предыдущей вещи Приставкина («Ночевала тучка золотая»), отмечалось гражданское мужество и гуманизм писателя, вновь привлёкшего внимание к теме страдания детей и судьбе репрессированных.
Так, в отзыве на повесть «Грех, который не отмолить», опубликованном в «Гранях», И. М. (по-видимому, Ирина Муравьёва) говорит о том, что повесть «слабее его предыдущей повести... но и в ней есть то дерзостно-лирическое, жестокое и трогательное, что освещает изнутри обе книги автора и так или иначе запоминается, остается». Важную для Приставкина тему автор обозначает как «предательство, совершенное целой страной по отношению к своим детям. Массовое, отстоявшееся, сползшее в сновиденный кошмар, предательство» — при этом «ощущение мира дикого, тёмного, проглотившего все духовные ценности, отчетливо присутствует в повести, и оттого сквозь ее простое “житейское” слово вдруг прорывается сильное мистическое чувство, снимающее бытовую подлинность и вписывающее в сюжет фантастические и загадочные куски».
Евгения Щеглова в рецензии в журнале «Нева» отметила, что «повесть на сегодняшний день литературному суду не подлежит. Элементарное нравственное чувство восстает против него. Ибо впервые нам открылись страницы настолько жуткой жизни сирот из спецрежимного детдома, что привычный инструментарий критика этой тяжести не выдерживает». Критик также высказала сожаление, что «автор поддался привычному литературному искушению и решил эффектно закончить свою пронзительную повесть», предложив «полумистическую концовку».
Полемизируя с мнением рецензента, Павел Басинский в своей заметке выразил возмущение от формулировки «литературному суду не подлежит»: «С каких это пор ныне живущий писатель именно «на сегодняшний день» свободен от литературного суда? Что это, если не образец морального террора, когда меня, критика, вяжут по рукам и ногам, втыкают в рот кляп, а я еще должен кланяться и благодарить!». По его мнению, «когда братья Кузьменыши из “Тучки” превратились в Кукушат в новой повести, возникло ощущение автоматизма в использовании приема, и страшная реальность оказалась просто “литературой”». Хотя в новой повести «автора покинул, наконец, внутренний цензор, влияние которого все-таки чувствовалось в первой повести», его также «покинул и внутренний редактор»: «Голос Приставкина стал злее и жестче. Сокровенность сменилась откровенностью, и перед нами предстал не столько художник, сколько трибун и оратор». Критик, однако, заключает, что «всё-таки тема, больная и острая, вывезла его и на этот раз. Ведь не кто-нибудь, а несчастные дети гибли на наших глазах».
Р. Харламова в заметке «Бунт в аду» назвала повесть Приставкина «книгой о детях, которые не играют»: «И это детство — без игр — умирает, а царство убийц остается на земле». Автор отмечает, что «история кукушат, возможно, уникальна — для детей, но вполне типична как модель нашего взрослого общества», при этом «сами кукушата не имеют ни библейских, ни литературных аналогов, ибо в аду никогда не мучили детей».

## Постановки
В 2011 году Тамбовский молодёжный театр поставил по повести спектакль «Кукушата» (режиссёр Наталья Белякова).